# Новоспасский район
Новоспа́сский райо́н — административно-территориальная единица (административный район) и муниципальное образование (муниципальный район) в южной части Ульяновской области России.
Административный центр района — посёлок городского типа Новоспасское.
Долина реки Сызранки делит район на две части.
На территории района ведется добыча и переработка нефти, производство стройматериалов.
По территории района протекает река Сызранка, впадающая в Волгу, проходит железная дорога с тремя станциями: Новоспасское, Коптевка, Репьёвка.

## География района
Новоспасский район расположен в южной части Ульяновской области. Граничит на севере с Кузоватовским районом, на западе — с Николаевским, на юге — с Радищевским, на востоке — с Самарской областью.
Новоспасский район занимает территорию 1301,1 км² (130110 га), на которой расположены административный центр — р.п. Новоспасское и 42 сельских населенных пункта. Районный центр находится в 160 км от областного центра.
Расположение сел компактное и они связаны с центрами поселений асфальтовыми дорогами. Проселочные дороги все заасфальтированы.
По территории района проходят: железная дорога Москва-Самара-Дальний Восток; автодороги: Москва-Челябинск, Ульяновск-Саратов.
Через район проходят: нефтепровод «Дружба», газопровод «Восток—Запад». Плотность населения составляет 9 чел. на 1 кв.км. Северная часть района менее заселена, чем южная.

### Полезные ископаемые
Своеобразие геологического строения района и связанные с этим проявления полезных ископаемых давно привлекли к себе пристальное внимание геологов и геофизиков страны. В 1952 году было открыто Новоспасское месторождение нефти. Позже — открыли ещё два. Все обнаруженные залежи нефти находятся в угленосной толще на глубине 1110—1120 метров.
В окрестностях села Марьевка, береговых обрывах р. Сызранка выходят пласты горючих сланцев, которые считаются топливом будущего. Попутно с горючими сланцами в недрах района залегают пласты фосфоритов. В больших количествах около сел Самайкино, Репьёвка добывался торф. В недрах района имеются огромные запасы мела, качество которого очень высокое. Также имеется много запасов природных глин, есть залежи кварцевого песка.
В районе села Марьевка подтверждено наличие естественных радоново-радиевых вод сложного состава, в концентрациях, пригодных для лечения. Кроме названных вод, данный район богат залежами сульфатных вод, содержащих в лечебных концентрациях сероводород, хлоридно-натриевых вод рассольного типа, торфяных грязей.

### Водоёмы
По территории района протекает р. Сызранка, являющаяся притоком р. Волга. Длина её 132 км. Река Сызранка берёт начало к северо-западу от с. Кармалейка Барышского района. Левый берег реки крутой, обрывистый, она протекает с запада на восток. Река Томышовка, берущая своё начало за пределами района, течёт с северо-запада на юго-восток и впадает в р. Сызранка.
Источником их питания являются талые воды снегов, подземные и ключевые воды. На территории района встречаются пойменные озера, являющиеся частью водных ресурсов. В районе 48 прудов, суммарной площадью 22 га. Среди крупных можно отметить пруды р.п. Новоспасского и п. Красный.

### Климат
Новоспасский район имеет ярко выраженный континентальный климат, характеризующийся холодной зимой и жарким летом. По данным метеостанции «Самайкино» среднегодовая температура воздуха составляет + 3,6°, среднемесячная температура самого холодного месяца января — −13,2°, самого жаркого — июля +19,7°.
Среднегодовое количество осадков 416 мм, в том числе в тёплый период 216 мм. Район относится к зоне умеренного увлажнения.

### Почвы
Новоспасский район расположен в южной части правобережья р. Волга, где процесс почвообразования шел по двум типам — степному (чернозёмному) и лесному. В северной части района преобладают почвы лесного типа, часто лег-кого механического состава. В более равнинном правобережье р. Сызранка (южная часть района) под пологом степной растительности сформировались почвы чернозёмного типа, составляющие 78 % распаханной территории.
Значительную площадь пашни (55 %) составляют почвы ниже среднего качества с оценкой ниже 55 баллов. На почвы среднего качества (55-59 баллов) приходится 28 %; с оценкой (70 — 85 баллов) — 17 %.

### Животный мир
Животный мир района разнообразен. В лесах из млекопитающих обитают несколько видов пушных зверей: заяц-беляк, куница, чёрный хорь, барсук, американская норка, крот. Встречаются кабаны, лоси, волки. Наиболее многочисленны грызуны — лесная, полевая мышь, хомяк, суслик, сурок. В лесах много птиц: зяблики, иволги, соловьи, тетерева, глухари.
В районе встречаются земноводные: жабы, лягушки, гнездятся разнообразные утки.
На территории Новоспасского района находятся 7 особо охраняемых природных территорий:
- Суруловская лесостепь (урочище "Зимина гора) — 334 га[5];
- Васильевская лесостепь — 384 га;
- Марьевское месторождение (Марьевское обнажение);
- Родник «Черемушки» и Фабричные выселки — 2800 м²;
- Родник «Зыково» — 1 га;
- Родник с. Комаровка (Святой родник) — 100 м²;

## История
Новоспасский район был образован в 1928 году в составе Сызранского округа Средне-Волжской области.
С 1930 года в составе Средневолжский край.
С 1935 года в составе Куйбышевского края.
В 1935 году два сельсовета района были переданы во вновь образованный Барановский район.
С 1936 года в составе Куйбышевской области.
С 19 января 1943 года в составе Ульяновской области.
На основании Указа от 1 февраля 1963 года был образован Новоспасский сельский район, в состав которого вошли Радищевский и Старокулаткинский районы, а 21 ноября 1964 года вышел Указ о восстановлении единых районов.

## Административное деление
Новоспасский административный район в рамках административно-территориального устройства области делится на 1 поселковый округ и 5 сельских округов.
Одноимённый муниципальный район в рамках организации местного самоуправления (муниципального устройства) включает 6 муниципальных образований, в том числе 1 городское поселение и 5 сельских поселений.
Поселковые округа соответствуют городским поселениям, сельские округа — сельским поселениям.
| № | Муниципальное образование               | Админ. центр                 | Количество населённых пунктов | Население (чел.) | Площадь (км²) |
| - | --------------------------------------- | ---------------------------- | ----------------------------- | ---------------- | ------------- |
| 1 | Новоспасское городское поселение        | рабочий посёлок Новоспасское | 8                             | ↗12 887          | 256,21        |
| 2 | Коптевское сельское поселение           | село Коптевка                | 8                             | ↘1235            | 188,54        |
| 3 | Красносельское сельское поселение       | посёлок Красносельск         | 10                            | ↘2980            | 292,80        |
| 4 | Садовское сельское поселение            | село Садовое                 | 4                             | ↘1101            | 160,57        |
| 5 | Троицкосунгурское сельское поселение    | село Троицкий Сунгур         | 3                             | ↘1475            | 279,35        |
| 6 | Фабричновыселковское сельское поселение | посёлок Фабричные Выселки    | 9                             | ↘938             | 121,83        |

### Населённые пункты
В районе находятся 42 населённых пункта, в том числе 1 городской (рабочий посёлок) и 41 сельский:
| №  | Населённый пункт    | Тип             | Население | Муниципальное образование               |
| -- | ------------------- | --------------- | --------- | --------------------------------------- |
| 1  | Новоспасское        | рабочий посёлок | ↗10 780   | Новоспасское городское поселение        |
| 2  | Алакаевка           | село            | 354       | Коптевское сельское поселение           |
| 3  | Бестужево           | посёлок         | 84        | Красносельское сельское поселение       |
| 4  | Васильевка          | село            | 61        | Красносельское сельское поселение       |
| 5  | Гаровский           | посёлок         | 32        | Садовское сельское поселение            |
| 6  | Горный              | посёлок         | 22        | Фабричновыселковское сельское поселение |
| 7  | Жихаревка           | деревня         | 55        | Красносельское сельское поселение       |
| 8  | Зыково              | деревня         | 104       | Новоспасское городское поселение        |
| 9  | Козий-1             | посёлок         | 19        | Коптевское сельское поселение           |
| 10 | Комаровка           | село            | 223       | Троицкосунгурское сельское поселение    |
| 11 | Коптевка            | село            | 765       | Коптевское сельское поселение           |
| 12 | Коптевка            | станция         | 44        | Коптевское сельское поселение           |
| 13 | Красносельск        | посёлок         | 773       | Красносельское сельское поселение       |
| 14 | Красносоветский     | посёлок         | 0         | Фабричновыселковское сельское поселение |
| 15 | Красный             | посёлок         | 444       | Красносельское сельское поселение       |
| 16 | Красный Октябрь     | посёлок         | 11        | Фабричновыселковское сельское поселение |
| 17 | Крупозавод          | посёлок         | 581       | Красносельское сельское поселение       |
| 18 | Лобановка           | деревня         | 56        | Коптевское сельское поселение           |
| 19 | Луговой             | посёлок         | 0         | Коптевское сельское поселение           |
| 20 | Малая Андреевка     | деревня         | 568       | Новоспасское городское поселение        |
| 21 | Маловка             | деревня         | 34        | Новоспасское городское поселение        |
| 22 | Марьевка            | село            | 36        | Красносельское сельское поселение       |
| 23 | Матрунино           | село            | 16        | Красносельское сельское поселение       |
| 24 | Монастырский Сунгур | село            | 2         | Троицкосунгурское сельское поселение    |
| 25 | Новая Лава          | село            | 319       | Садовское сельское поселение            |
| 26 | Новая Рощица        | станция         | 0         | Коптевское сельское поселение           |
| 27 | Новое Томышево      | село            | 579       | Новоспасское городское поселение        |
| 28 | Однодворцы          | посёлок         | 14        | Фабричновыселковское сельское поселение |
| 29 | Плодопитомник       | посёлок         | 175       | Фабричновыселковское сельское поселение |
| 30 | Репьёвка            | село            | 1069      | Красносельское сельское поселение       |
| 31 | Репьёвка            | станция         | 449       | Красносельское сельское поселение       |
| 32 | Рокотушка           | деревня         | 285       | Новоспасское городское поселение        |
| 33 | Романовский         | посёлок         | 4         | Фабричновыселковское сельское поселение |
| 34 | Садовое             | село            | 892       | Садовское сельское поселение            |
| 35 | Самайкино           | село            | 342       | Фабричновыселковское сельское поселение |
| 36 | Свирино             | село            | 119       | Садовское сельское поселение            |
| 37 | Старое Томышево     | село            | 246       | Коптевское сельское поселение           |
| 38 | Суруловка           | село            | 580       | Новоспасское городское поселение        |
| 39 | Троицкий Сунгур     | село            | 1399      | Троицкосунгурское сельское поселение    |
| 40 | Фабричные Выселки   | посёлок         | 555       | Фабричновыселковское сельское поселение |
| 41 | Шильниковский       | посёлок         | 65        | Фабричновыселковское сельское поселение |
| 42 | Юрьевка             | деревня         | 27        | Новоспасское городское поселение        |

### Упраздненные  населённые пункты
В 2002 году упразднены: деревня Поливановка Самайкинского сельсовета, деревня Обуховка Красносельского сельсовета, деревня Ратовка и село Чурино.

## Население
| 1939    | 1989    | 2002    | 2009    | 2010    | 2011    | 2012    | 2013    | 2014    |
| ------- | ------- | ------- | ------- | ------- | ------- | ------- | ------- | ------- |
| 35 171  | ↘22 734 | ↗23 852 | ↘22 833 | ↘22 478 | ↘22 402 | ↘22 168 | ↘21 919 | ↘21 678 |
| 2015    | 2016    | 2017    | 2018    | 2019    | 2020    | 2021    |         |         |
| ↘21 521 | ↘21 438 | ↘21 282 | ↘21 155 | ↘21 017 | ↘20 863 | ↘20 616 |         |         |

По переписи 2010 года население составляет 22 478 человек. Указана национальность 22 421 человек, из них: преобладают русские — 17 688 (78,9 %), татары — 2 779 (12,4 %), мордва — 635 (2,8 %), чуваши — 337 (1,5 %) человек.

## Известные люди
- Родившиеся в Новоспасском районе
- Парамонов, Николай Петрович
- Карпов, Николай Филиппович
- Герои Советского Союза — уроженцы Новоспасского района — [1]
- Село Томышево (ныне Старое Томышево) Новоспасского района — родина крупного учёного-палеонтолога Юрия Александровича Орлова, редактора 15-томного труда «Основы палеонтологии».
- В селе Репьёвка собирали фольклор братья Языковы. Записанные здесь исторические песни вошли в золотой фонд русского устного исторического творчества.
- Село Самайкино — родина известного кинодраматурга М. Н. Смирновой, к числу наиболее значительных работ которой относятся сценарии фильмов «Сельская учительница» (Сталинская премия первой степени; 1948), «Бабы», «Повесть о настоящем человеке» и другие.
- Родина знаменитых симбирских дворян — братьев Бестужевых, выведших породу коров, известных как Бестужевская.

## Достопримечательности
- Марьевское обнажение и солончаковый балочный комплекс — памятник природы расположен на территории к югу от с. Марьевка в Новоспасском районе, долине р. Сызранка[26].
- Степная балка — памятник природы расположен южнее с. Марьевка Новоспасского района Ульяновской области[27].
- Церковь Рождества Христова (Коптевка) (Христо-Рождественский храм)[28][29].